# Oberbottigen-Riedbach

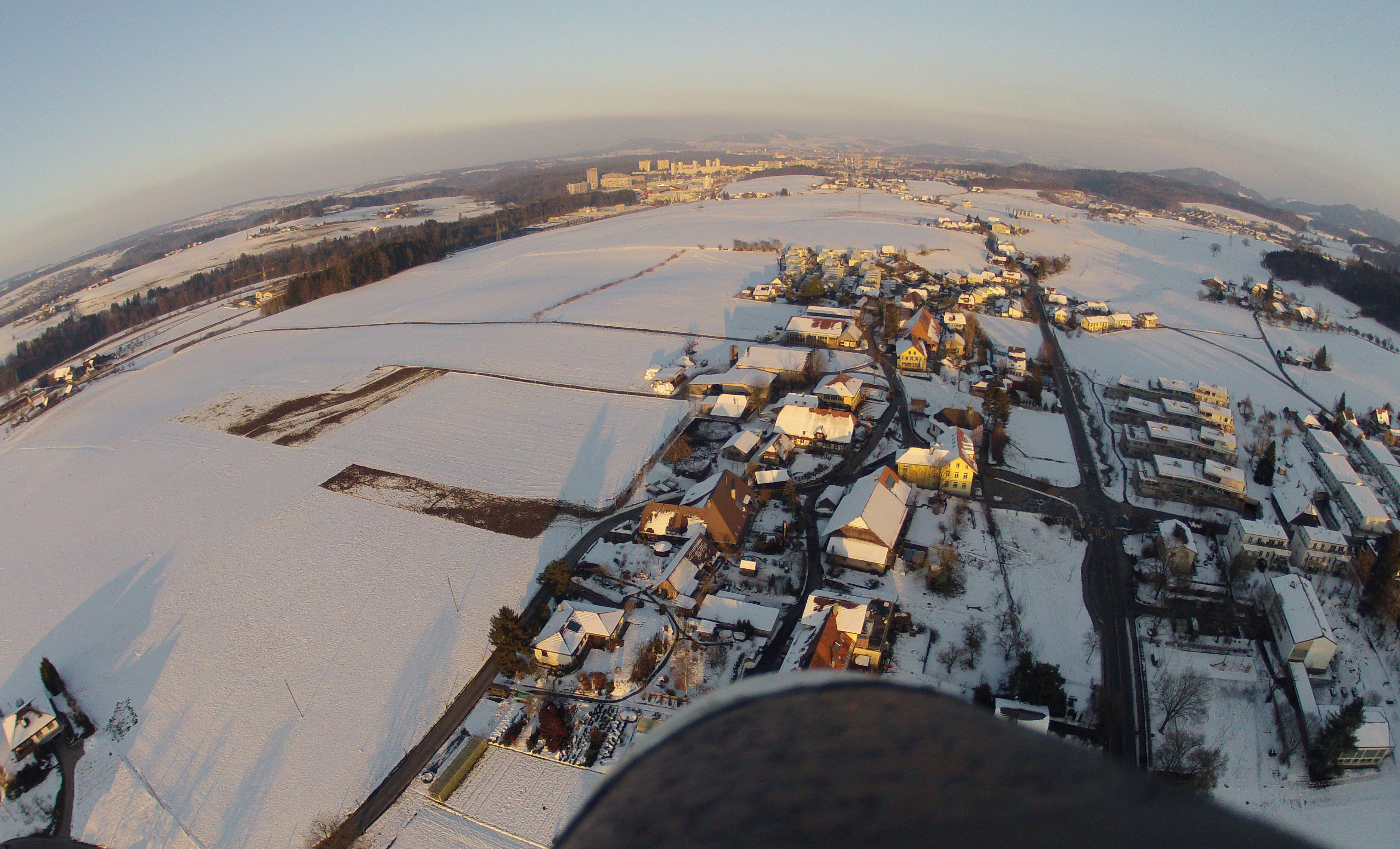
Weiler Oberbottigen im Februar 2003

Oberbottigen-Riedbach ist das flächenmässig grösste Quartier der Stadt Bern. Es gehört zu den 2011 bernweit festgelegten 114 gebräuchlichen Quartieren und liegt im Stadtteil VI Bümpliz-Oberbottigen, dort im statistischen Bezirk Oberbottigen. Angrenzende Quartiere sind im Osten Riedern und Niederbottigen. Im Norden, Westen und Süden bildet das gebräuchliche Quartier die Stadtgrenze von Bern.
Im Jahr 2022 betrug die Wohnbevölkerung 1267 Personen, davon 1144 Schweizer und 122 Ausländer.
Bis 1919 gehörte das Gebiet zur Gemeinde Bümpliz und wurde dann mit ihr nach Bern eingemeindet.

## Struktur
Es wird vor allem landwirtschaftlich genutzt. Zentrum ist das Dorf Oberbottigen; weitere Dörfer sind Matzenried und Riedbach, hinzu kommen einige kleinere Weiler. Auch der historisch bedeutsame Weiler Chäs und Brot gehört dazu. Im Westen und Südwesten befindet sich ein grösseres Waldgebiet (Forst mit «Chlyne Forst» und «Grosse Forst»). Der namensgebende Riedbach ist ein kleiner Bach, der nahe der Riedbachmühle (heute ein Restaurant) in den Gäbelbach mündet.
Das Hotel und Restaurant «Bären» in Oberbottigen bezeichnet sich als das höchstgelegene Hotel Berns.

## Verkehr
In Riedbach befindet sich ein Bahnhof der Bahnstrecke Bern–Neuenburg mit S-Bahn-Anschluss nach Bern und Kerzers. Anschluss in Richtung Zentrum besteht auch mit der Buslinie 32.
Die BLS plante einen Neubau von Werkstätten im «Chliforst Nord». Vorgesehen war ein Baubeginn 2023 und die Inbetriebnahme 2025. Das Projekt war umstritten, und es wurde Widerstand dagegen geleistet. Der Bau hätte 10 ha Landwirtschaftsland und 3 ha Wald beansprucht. Im Februar 2021 hatte die BLS das Dossier für das Bewilligungsverfahren beim Bundesamt für Verkehr eingereicht. Wegen des grossen Widerstands stoppte die BLS 1922 dieses Bauvorhaben und setzt auf einen neuen Standort in Oberburg BE.